# Ronde van de Toekomst 2006
De Ronde van de Toekomst 2006 (Frans: Tour de l'Avenir 2006) werd gehouden van 31 augustus tot en met 9 september in Frankrijk.

## Etappe-overzicht
| etappe | datum       | start                     | eindstreep             | afstand | winnaar              | land      |
| ------ | ----------- | ------------------------- | ---------------------- | ------- | -------------------- | --------- |
| 1e     | 31 augustus | Charleroi                 | Charleroi              | 130 km  | Mickaël Delage       | Frankrijk |
| 2e     | 1 september | Charleroi                 | Mont-Saint-Martin      | 180 km  | Edvald Boasson Hagen | Noorwegen |
| 3e     | 2 september | Mont-Saint-Martin         | Moyeuvre-Grande        | 144 km  | Hans Dekkers         | Nederland |
| 4e     | 3 september | Yutz                      | Metz                   | 149 km  | Nicolas Roche        | Ierland   |
| 5e     | 4 september | Metz                      | Nancy                  | 151 km  | Edvald Boasson Hagen | Noorwegen |
| 6e     | 5 september | Nancy                     | La Bresse              | 161 km  | Moisés Dueñas        | Spanje    |
| 7e     | 6 september | La Bresse                 | Ornans                 | 163 km  | Edvald Boasson Hagen | Noorwegen |
| 8e     | 7 september | Salins-les-Bains          | Saint-Genis-Pouilly    | 143 km  | Rémy Di Grégorio     | Frankrijk |
| 9e     | 8 september | Chamonix-Mont-Blanc       | Finhaut                | 24 km   | Stef Clement         | Nederland |
| 10e    | 9 september | Saint-Nicolas-la-Chapelle | Marcinelle-en-Montagne | 145 km  | Sergio Pardilla      | Spanje    |

## Etappe-uitslagen

### 1e etappe
| rang | renner            | land      | tijd       |
| ---- | ----------------- | --------- | ---------- |
| 1    | Mickaël Delage    | Frankrijk | 3u 12' 41" |
| 2    | Cyrille Monnerais | Frankrijk | + 0' 01"   |
| 3    | Amaël Moinard     | Frankrijk | + 0' 05"   |
| 4    | Matthieu Sprick   | Frankrijk | + 0' 05"   |
| 5    | Robert Gesink     | Nederland | + 0' 05"   |
| 6    | Carl Naibo        | Frankrijk | + 0' 05"   |
| 7    | Serge Pauwels     | België    | + 0' 05"   |
| 8    | Moisés Dueñas     | Spanje    | + 0' 13"   |
| 9    | Tom Stubbe        | België    | + 0' 14"   |
| 10   | Stef Clement      | Nederland | + 0' 14"   |

### 2e etappe
| rang | renner                | land      | tijd       |
| ---- | --------------------- | --------- | ---------- |
| 1    | Edvald Boasson Hagen  | Noorwegen | 4u 25' 50" |
| 2    | Wesley Van Der Linden | België    | + 0' 00"   |
| 3    | Bruno Neves           | Portugal  | + 0' 00"   |
| 4    | Moisés Dueñas         | Spanje    | + 0' 00"   |
| 5    | Matija Kvasina        | Kroatië   | + 0' 04"   |
| 6    | Cyrille Monnerais     | Frankrijk | + 0' 04"   |
| 7    | Sven Renders          | België    | + 0' 04"   |
| 8    | Andrey Klyuev         | Rusland   | + 0' 04"   |
| 9    | Dmitri Kozontsjoek    | Rusland   | + 0' 04"   |
| 10   | Matthieu Sprick       | Frankrijk | + 0' 04"   |

### 3e etappe
| rang | renner             | land       | tijd       |
| ---- | ------------------ | ---------- | ---------- |
| 1    | Hans Dekkers       | Nederland  | 3u 24' 52" |
| 2    | Alexandre Pichot   | Frankrijk  | + 0' 00"   |
| 3    | Matthieu Ladagnous | Frankrijk  | + 0' 00"   |
| 4    | Yohann Gène        | Frankrijk  | + 0' 00"   |
| 5    | Geert Steurs       | België     | + 0' 00"   |
| 6    | Havard Nybo        | Noorwegen  | + 0' 00"   |
| 7    | Andrey Medyannikov | Kazachstan | + 0' 00"   |
| 8    | Alexandre Aulas    | Frankrijk  | + 0' 00"   |
| 9    | Diego Gallego      | Spanje     | + 0' 00"   |
| 10   | Kurt Hovelynck     | België     | + 0' 00"   |

### 4e etappe
| rang | renner                | land             | tijd       |
| ---- | --------------------- | ---------------- | ---------- |
| 1    | Nicolas Roche         | Ierland          | 3u 47' 44" |
| 2    | Iván Melero           | Spanje           | + 0' 00"   |
| 3    | René Mandri           | Estland          | + 0' 01"   |
| 4    | André Cardoso         | Portugal         | + 0' 27"   |
| 5    | Bruno Neves           | Portugal         | + 2' 23"   |
| 6    | Tyler Farrar          | Verenigde Staten | + 2' 23"   |
| 7    | Wesley Van Der Linden | België           | + 2' 23"   |
| 8    | Mathieu Drujon        | Frankrijk        | + 2' 23"   |
| 9    | Vincent Jérôme        | Frankrijk        | + 2' 23"   |
| 10   | Sven Nevens           | België           | + 2' 23"   |

### 5e etappe
| rang | renner               | land      | tijd       |
| ---- | -------------------- | --------- | ---------- |
| 1    | Edvald Boasson Hagen | Noorwegen | 3u 47' 18" |
| 2    | Sergej Kolesnikov    | Rusland   | + 0' 00"   |
| 3    | Stef Clement         | Nederland | + 0' 00"   |
| 4    | Hans Dekkers         | Nederland | + 0' 31"   |
| 5    | Mathieu Drujon       | Frankrijk | + 0' 31"   |
| 6    | Matthieu Ladagnous   | Frankrijk | + 0' 31"   |
| 7    | Kurt Hovelynck       | België    | + 0' 31"   |
| 8    | Steven Caethoven     | België    | + 0' 31"   |
| 9    | Michael Blanchy      | België    | + 0' 31"   |
| 10   | Bruno Neves          | Portugal  | + 0' 31"   |

### 6e etappe
| rang | renner          | land      | tijd       |
| ---- | --------------- | --------- | ---------- |
| 1    | Moisés Dueñas   | Spanje    | 3u 52' 35" |
| 2    | Serge Pauwels   | België    | + 0' 33"   |
| 3    | Julien Mazet    | Frankrijk | + 0' 33"   |
| 4    | Robert Gesink   | Nederland | + 0' 33"   |
| 5    | Tom Stubbe      | België    | + 0' 33"   |
| 6    | Matija Kvasina  | Kroatië   | + 0' 33"   |
| 7    | Sergio Pardilla | Spanje    | + 0' 33"   |
| 8    | Dominique Cornu | België    | + 0' 33"   |
| 9    | Ricardo Mestre  | Portugal  | + 0' 53"   |
| 10   | Iván Melero     | Spanje    | + 1' 14"   |

### 7e etappe
| rang | renner               | land             | tijd       |
| ---- | -------------------- | ---------------- | ---------- |
| 1    | Edvald Boasson Hagen | Noorwegen        | 3u 46' 36" |
| 2    | Bruno Neves          | Portugal         | + 0' 00"   |
| 3    | Geert Steurs         | België           | + 0' 04"   |
| 4    | Nicolas Hartmann     | Frankrijk        | + 0' 04"   |
| 5    | Michael Muck         | Duitsland        | + 0' 08"   |
| 6    | Diego Gallego        | Spanje           | + 0' 10"   |
| 7    | Steven Caethoven     | België           | + 8' 29"   |
| 8    | Tyler Farrar         | Verenigde Staten | + 8' 29"   |
| 9    | Michael Blanchy      | België           | + 8' 29"   |
| 10   | Vidal Celis          | Spanje           | + 8' 29"   |

### 8e etappe
| rang | renner              | land      | tijd       |
| ---- | ------------------- | --------- | ---------- |
| 1    | Rémy Di Grégorio    | Frankrijk | 3u 38' 44" |
| 2    | Philip Deignan      | Ierland   | + 0' 00"   |
| 3    | Matthieu Sprick     | Frankrijk | + 0' 39"   |
| 4    | René Mandri         | Estland   | + 0' 39"   |
| 5    | Victor Manuel Gomes | Spanje    | + 0' 44"   |
| 6    | Maxime Monfort      | België    | + 0' 44"   |
| 7    | Nicolas Roche       | Ierland   | + 0' 44"   |
| 8    | Cyrille Monnerais   | Frankrijk | + 0' 44"   |
| 9    | Anatoliy Pahtusov   | Oekraïne  | + 0' 44"   |
| 10   | Florian Morizot     | Frankrijk | + 0' 44"   |

### 9e etappe
| rang | renner              | land      | tijd     |
| ---- | ------------------- | --------- | -------- |
| 1    | Stef Clement        | Nederland | 38' 37"  |
| 2    | Moisés Dueñas       | Spanje    | + 0' 04" |
| 3    | Maxime Monfort      | België    | + 0' 28" |
| 4    | Robert Gesink       | Nederland | + 0' 33" |
| 5    | Tom Stubbe          | België    | + 0' 35" |
| 6    | Julien Mazet        | Frankrijk | + 0' 40" |
| 7    | Matija Kvasina      | Kroatië   | + 0' 43" |
| 8    | Oleksandr Kvatsjoek | Oekraïne  | + 1' 04" |
| 9    | Serge Pauwels       | België    | + 1' 07" |
| 10   | Florian Morizot     | Frankrijk | + 1' 09" |

### 10e etappe
| rang | renner              | land      | tijd       |
| ---- | ------------------- | --------- | ---------- |
| 1    | Sergio Pardilla     | Spanje    | 4u 37' 40" |
| 2    | Sergej Kolesnikov   | Rusland   | + 0' 21"   |
| 3    | Oleksandr Kvatsjoek | Oekraïne  | + 0' 37"   |
| 4    | Ricardo Mestre      | Portugal  | + 1' 52"   |
| 5    | Julien Mazet        | Frankrijk | + 2' 02"   |
| 6    | Robert Gesink       | Nederland | + 2' 42"   |
| 7    | Moisés Dueñas       | Spanje    | + 2' 50"   |
| 8    | Serge Pauwels       | België    | + 2' 50"   |
| 9    | Tom Stubbe          | België    | + 2' 56"   |
| 10   | Philip Deignan      | Ierland   | + 2' 57"   |

## Eindklassementen

### Algemeen klassement
| rang | renner              | land      | tijd        |
| ---- | ------------------- | --------- | ----------- |
| 1    | Moisés Dueñas       | Spanje    | 35u 27' 43" |
| 2    | Robert Gesink       | Nederland | + 1' 00"    |
| 3    | Tom Stubbe          | België    | + 1' 25"    |
| 4    | Serge Pauwels       | België    | + 1' 36"    |
| 5    | Julien Mazet        | Frankrijk | + 2' 02"    |
| 6    | Matija Kvasina      | Kroatië   | + 3' 14"    |
| 7    | Oleksandr Kvatsjoek | Oekraïne  | + 3' 42"    |
| 8    | Amaël Moinard       | Frankrijk | + 4' 14"    |
| 9    | Matthieu Sprick     | Frankrijk | + 5' 30"    |
| 10   | Nicolas Roche       | Ierland   | + 6' 51"    |
| 11   | Maxime Monfort      | België    | + 7' 15"    |

### Puntenklassement
| rang | renner               | land      | punten |
| ---- | -------------------- | --------- | ------ |
| 1    | Bruno Neves          | Spanje    | 107 p  |
| 2    | Edvald Boasson Hagen | Noorwegen | 99 p   |
| 3    | Moisés Dueñas        | Spanje    | 95 p   |
| 4    | Robert Gesink        | Nederland | 79 p   |
| 5    | Matthieu Sprick      | Frankrijk | 76 p   |
| 6    | Stef Clement         | Nederland | 69 p   |

### Bergklassement
| rang | renner           | land      | punten |
| ---- | ---------------- | --------- | ------ |
| 1    | Sergio Pardilla  | Spanje    | 149 p  |
| 2    | Stef Clement     | Nederland | 83 p   |
| 3    | Robert Gesink    | Nederland | 61 p   |
| 4    | Serge Pauwels    | België    | 55 p   |
| 5    | Rémy Di Grégorio | Frankrijk | 50 p   |

### Ploegenklassement
| rang | team en land      | tijd      |              |
| ---- | ----------------- | --------- | ------------ |
| 1    | Cofidis           | Frankrijk | 106u 41' 00" |
| 2    | Chocolade Jacques | Frankrijk | op 0' 25"    |
| 3    | Auber 93          | Frankrijk | 6' 02"       |
| 4    | Vina Magna-Cropu  | Italië    | 15' 04"      |
| 5    | Bouygues Telecom  | Frankrijk | 17' 33"      |
| 6    | Rabobank          | Nederland | 24' 13"      |

1961 · 1962 · 1963 · 1964 · 1965 · 1966 · 1967 · 1968 · 1969 · 1970 · 1971 · 1972 · 1973 · 1974 · 1975 · 1976 · 1977 · 1978 · 1979 · 1980 · 1981 · 1982 · 1983 · 1984 · 1985 · 1986 · 1987 · 1988 · 1989 · 1990 · 1991 · 1992 · 1993 · 1994 · 1995 · 1996 · 1997 · 1998 · 1999 · 2000 · 2001 · 2002 · 2003 · 2004 · 2005 · 2006 · 2007 · 2008 · 2009 · 2010 · 2011 · 2012 · 2013 · 2014 · 2015 · 2016 · 2017 · 2018 · 2019 · 2020 · 2021 · 2022 · 2023 · 2024